# Islas Close
Las islas Close (67°1′S 144°27′E / -67.017, 144.450) son un conjunto de tres pequeñas islas que se encuentra en la entrada oeste de la bahía Buchanan, en la Antártida. Fueron descubiertas por la Expedición Antártica Australiana (1911–1914) al mando de Douglas Mawson, quien las nombró en honor a John H. Close, un miembro de la expedición.

## Reclamación territorial
Las islas son reclamadas por Australia como parte del Territorio Antártico Australiano, pero esta reclamación está sujeta a las disposiciones del Tratado Antártico.